# Церковь Скальци

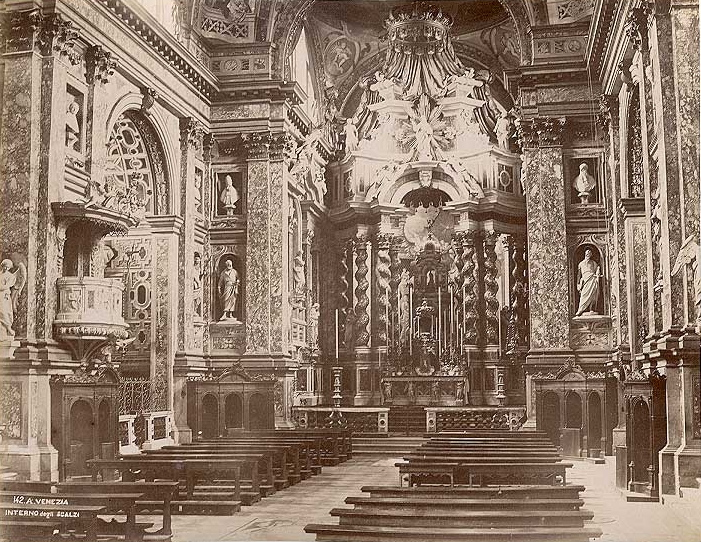
Интерьер церкви Скальци. Фотография 1870-х гг.

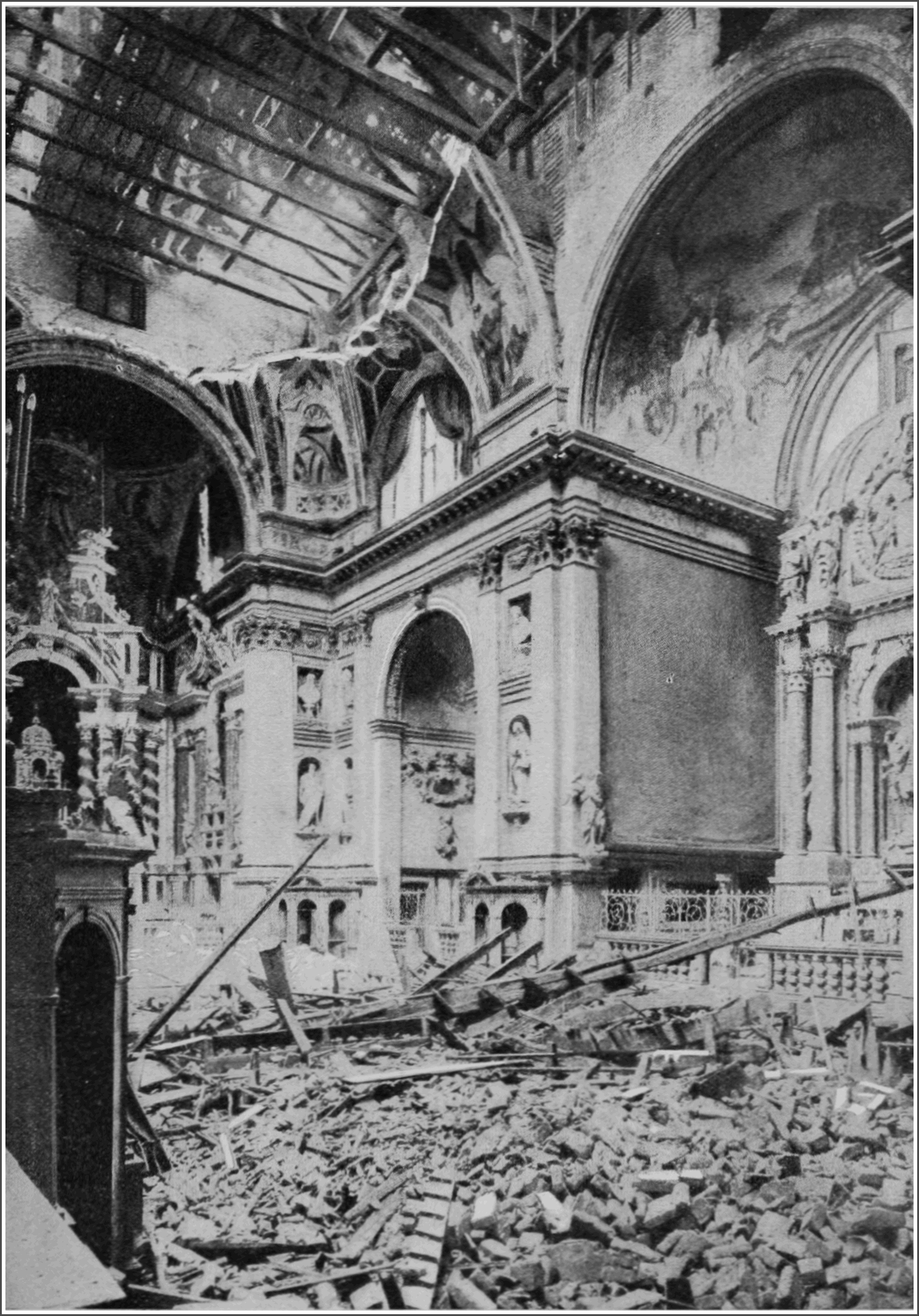
Разрушения церкви после австрийской бомбардировки 1915 года. Архивная фотография

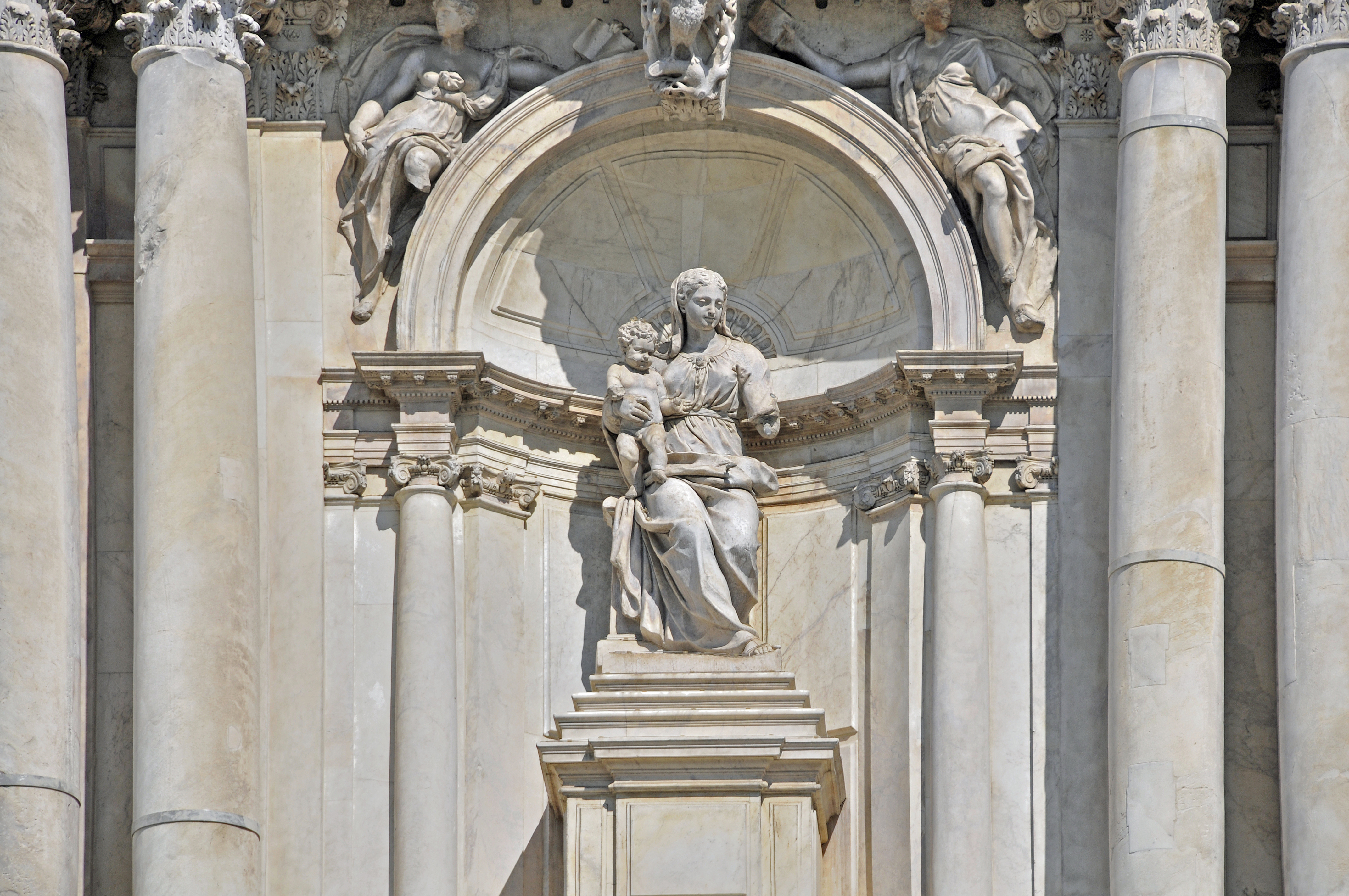
Б. Фалькони. Статуя Мадонны Назаретской. Центральная ниша фасада церкви. 1672—1680

Церковь дельи Скальци, или Санта Мария ди Назарет (итал.  La chiesa degli Scalzi, La chiesa di Santa Maria degli Scalzi, La chiesa di Santa Maria di Nazareth) — церковь в Венеции, в сестиере (районе) Каннареджо, у моста Скальци через Гранд-канал, рядом с железнодорожным вокзалом Санта-Лючия. Построена в 1660—1689 годах. Памятник архитектуры венецианского барокко.

## История
Церковь получила своё название по имени «Ордена босоногих кармелитов» (Ордена босых братьев Пресвятой Девы Марии с горы Кармель), кармелитских монахов, основавших близлежащий монастырь в XVII веке. Слово «скальци» (итал. scalzi) означает «ходящие босиком».
Строительство было поручено в 1660 году архитектору Бальдассаре Лонгена, но затянулось на двадцать девять лет. В 1672 году «Джузеппе Сарди Венецианец» (1624—1699; не путать с другим венецианским архитектором Джузеппе Сарди) выполнил работы по главному фасаду (он же является автором столь же пышного фасада церкви Санта-Мария-дель-Джильо). Строительство завершилось в 1689 году, но церковь была освящена только в 1705 году. Своды капелл в 1743—1744 годах были расписаны Джованни Баттиста Тьеполо и Джироламо Менгоцци-Колонна.
Во время Первой мировой войны, в 1915 году, в церковь попала бомба, выпущенная австрийскими войсками. Бомба разрушила крышу и уничтожила фреску Тьеполо «Перенесение Лоретского дома», которая впоследствии была заменена композицией Этторе Тито «Утверждение догмата о материнстве Девы Марии на Эфесском соборе».
В период с 1853 по 1862 год австрийским правительством были предприняты реставрационные работы. 11 февраля 1723 года в церкви был похоронен Фердинандо II Гонзага, пятый и последний принц Кастильоне. В октябре 1802 года в церкви захоронен последний дож Венецианской республики Людовико Манин.

## Архитектура
Между 1672 и 1680 годами по проекту Джузеппе Сарди производились работы по завершению главного, юго-восточного, выходящего на канал фасада церкви в стиле позднего венецианского барокко. Работы профинансировал аристократ Джероламо Кавацца. Фасад оформлен в два яруса с мощными сдвоенными колоннами коринфского ордера на постаментах и с сильно раскрепованным антаблементом. Три статуи верхнего яруса созданы скульптором Бернардо Фалькони: в центральной нише Мадонна с Младенцем (образ Мадонны Назаретской), по правую сторону от статуи Мадонны — образ Святой Екатерины Сиенской. Нишу справа занимала статуя святого Фомы Аквинского также работы Фалькони (в наше время отсутствует).

## Интерьер
Интерьер церкви создан Бальдассарре Лонгеной в один главный неф с двумя боковыми, из которых открывается вход в малые капеллы. Триумфальная арка предваряет приподнятый пресбитерий, за которым расположен хор монахов.
В первой капелле справа (Капелла Джованелли) — статуя Святого Иоанна Креста, приписываемая Фалькони, статуи Веры, Надежды и Милосердия работы Томмазо Рюса. В третьей капелле слева (Капелла Веньер) в главном алтаре находится статуя святого Себастьяна работы Бернардо Фалькони (1669). Алтарь украшен бронзовыми барельефами с эпизодами из жизни святого Себастьяна работы также Бернардо Фалькони.
В своде нефа церкви когда-то находилась большая фреска Джамбаттисты Тьеполо, изображающая «Перенесение Лоретского дома». Тьеполо и ранее работал для ордена кармелитов. В церкви Скальци он представил в своей излюбленной ракурсной перспективе «снизу вверх, под потолок» (итал. pittura di sotto in su) видение летящего в небе Дома, переносимого ангелами, отталкивающими крылатые фигуры ереси и лжи (завершено в 1745 г.). Австрийская бомбардировка 24 октября 1915 года уничтожила фреску. С 1929 по 1933 год художник Этторе Тито работал по восстановлению повреждений, но шедевр Тьеполо погиб безвозвратно. Тито заменил его фреской «Утверждение догмата о материнстве Девы Марии на Эфесском соборе». Воссоздание работы Тьеполо экспонируется в Галерее венецианской Академии. Представление о погибшей композиции можно получить по картине Джеймса Андерсона 1914 года по копии Мариано Фортуни.

## Галерея

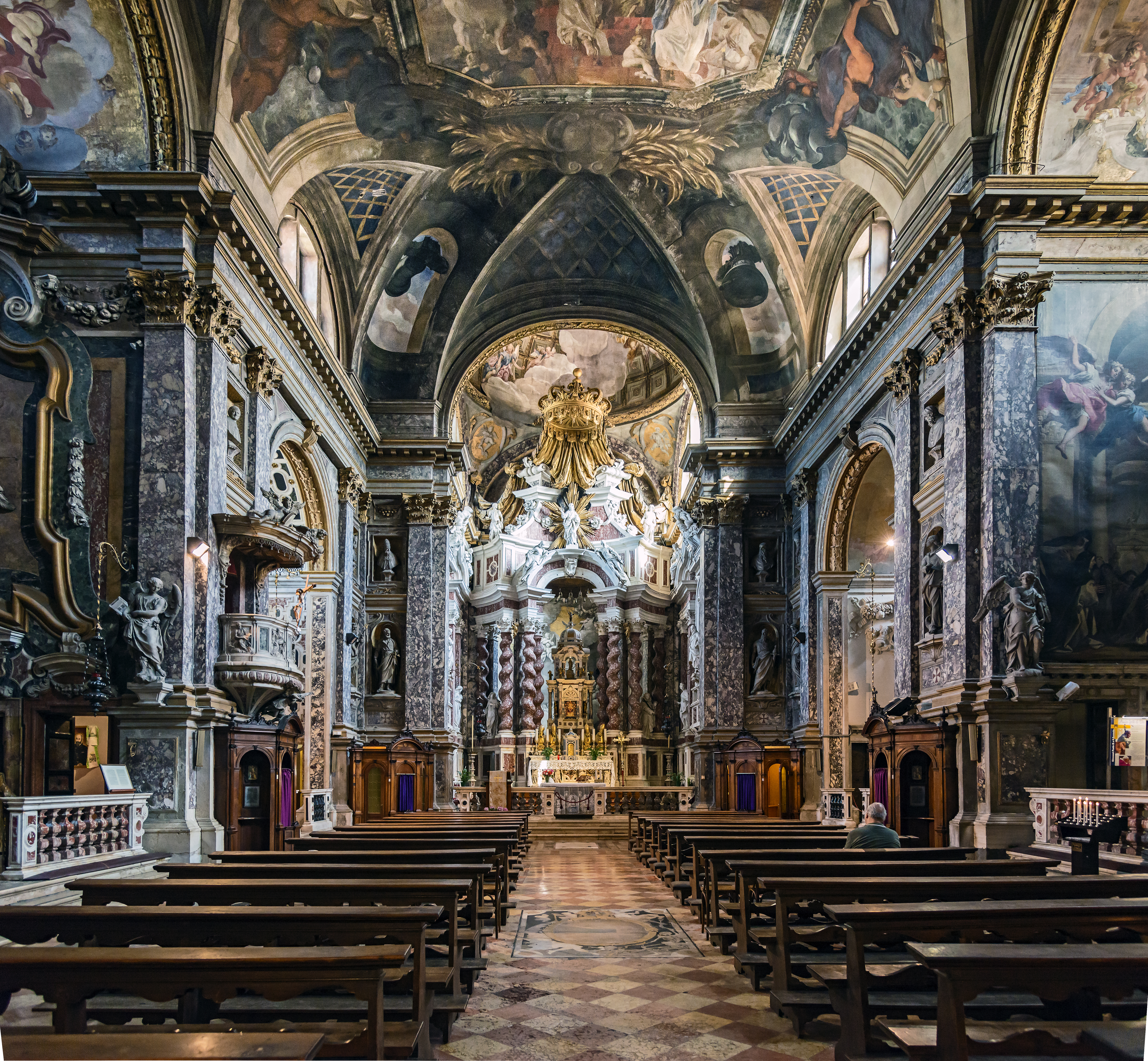
Интерьер церкви
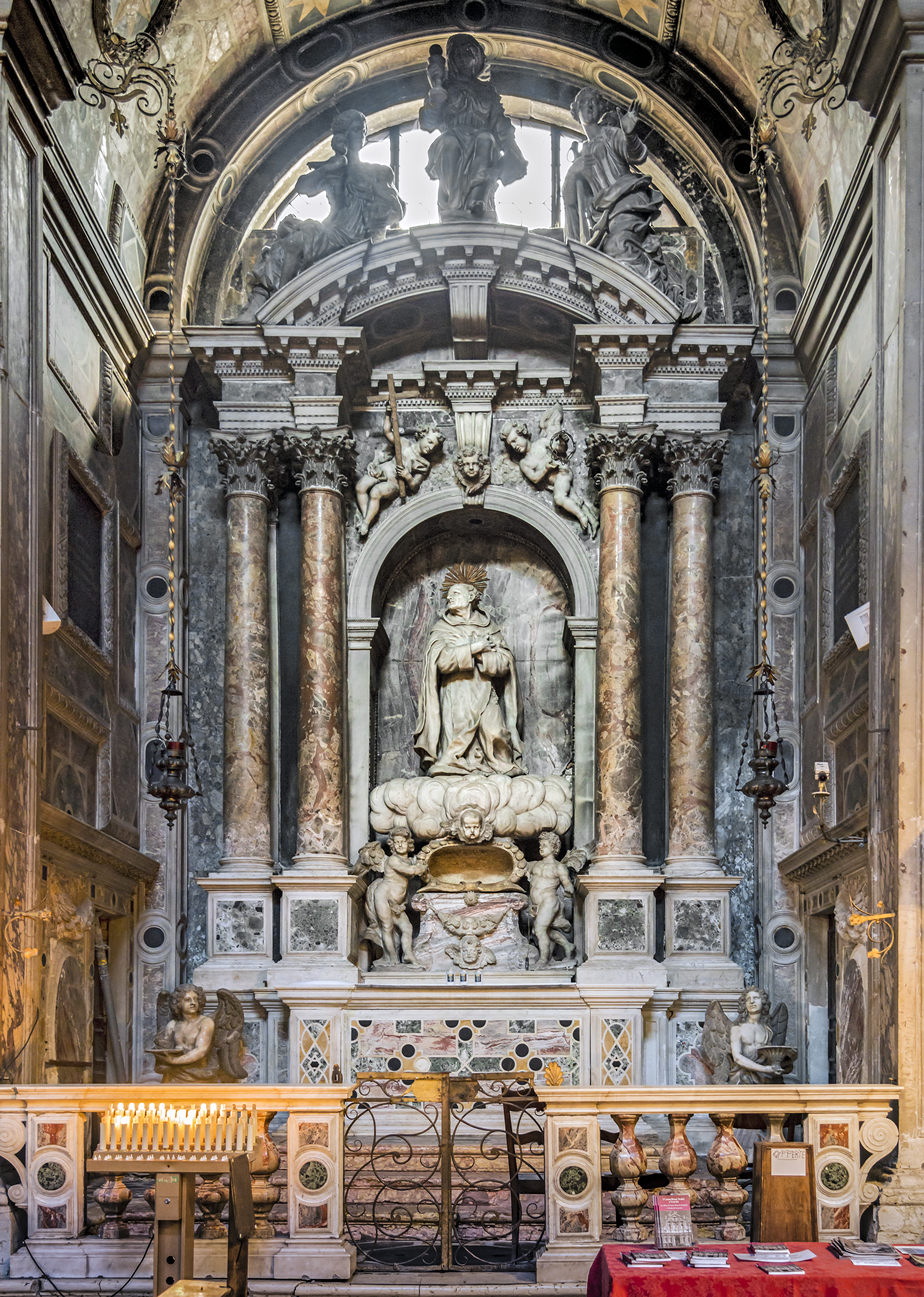
Капелла Джованелли. Статуя Святого Иоанна Креста
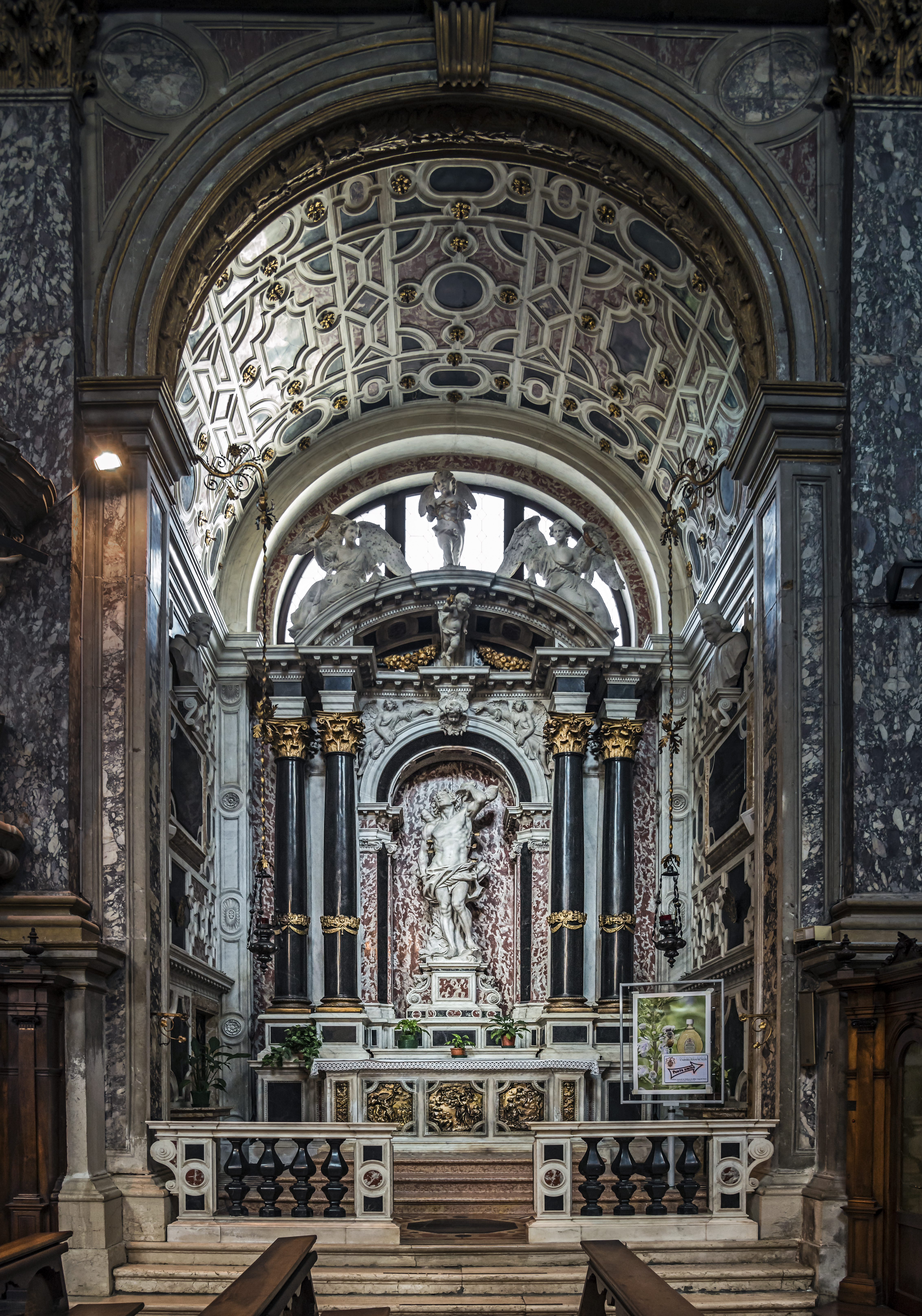
Капелла Веньер
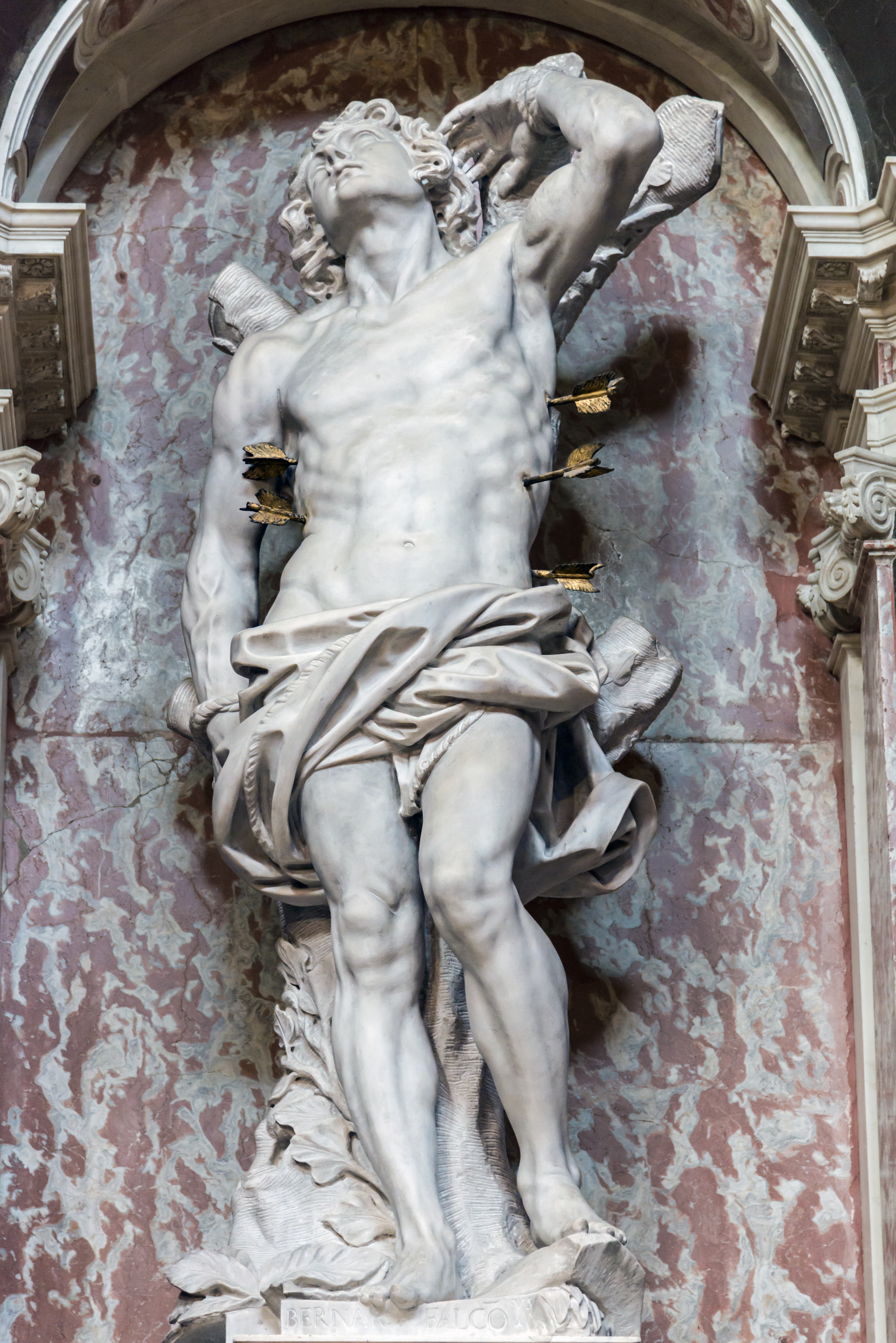
Б. Фалькони. Святой Себастьян. Капелла Веньер. 1669. Мрамор
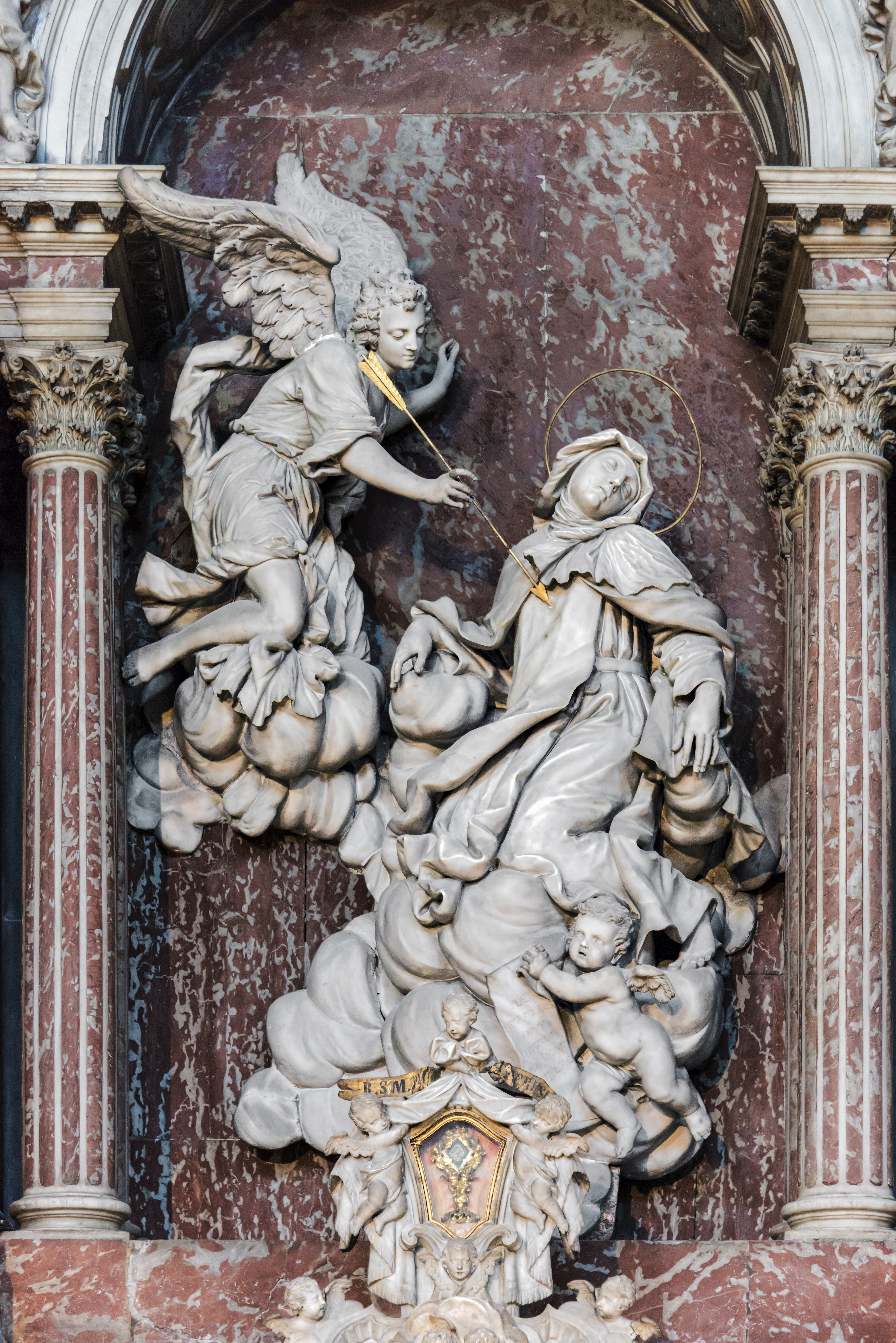
Э. Меренго (Г. Мейринг). Экстаз Святой Терезы. Капелла Руццини. 1697. Мрамор
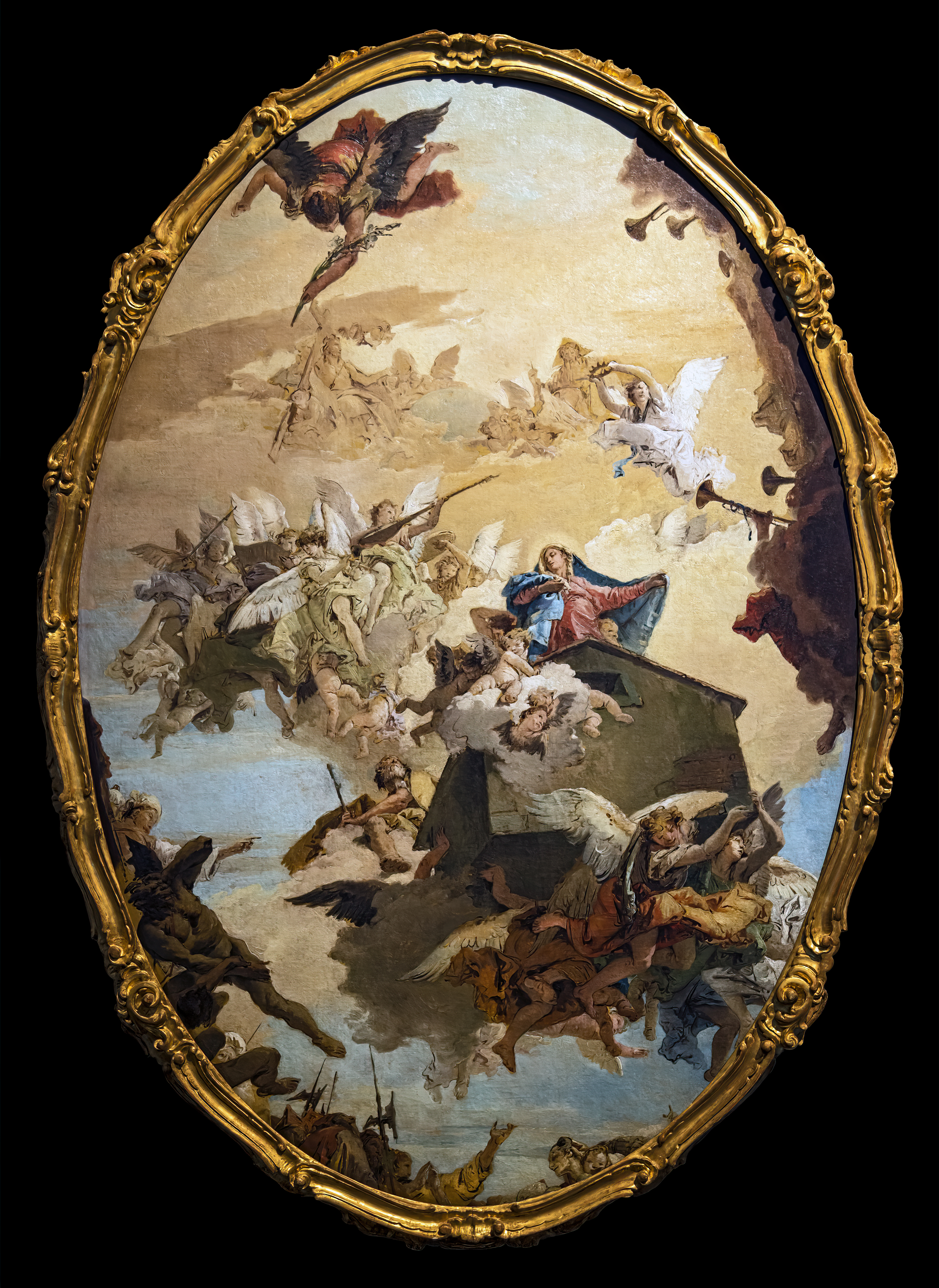
Дж. Б. Тьеполо. Перенесение Святого Дома в Лорето. 1745. Фреска для церкви Скальци в Венеции. Воссоздание: Галерея Академии, Венеция
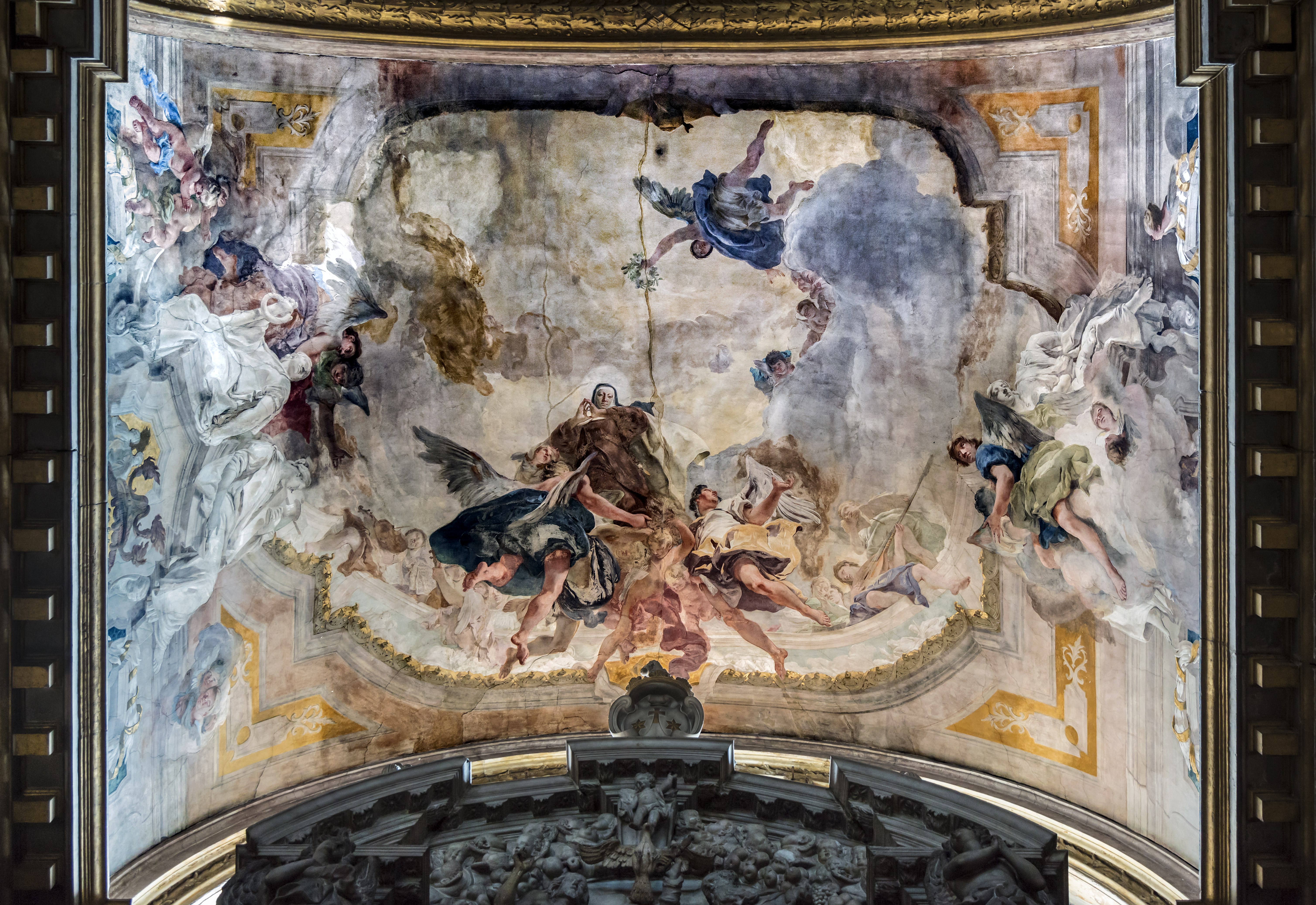
Дж. Б. Тьеполо. Апофеоз Святой Терезы. 1722—1724. Фреска свода Капеллы Руццини
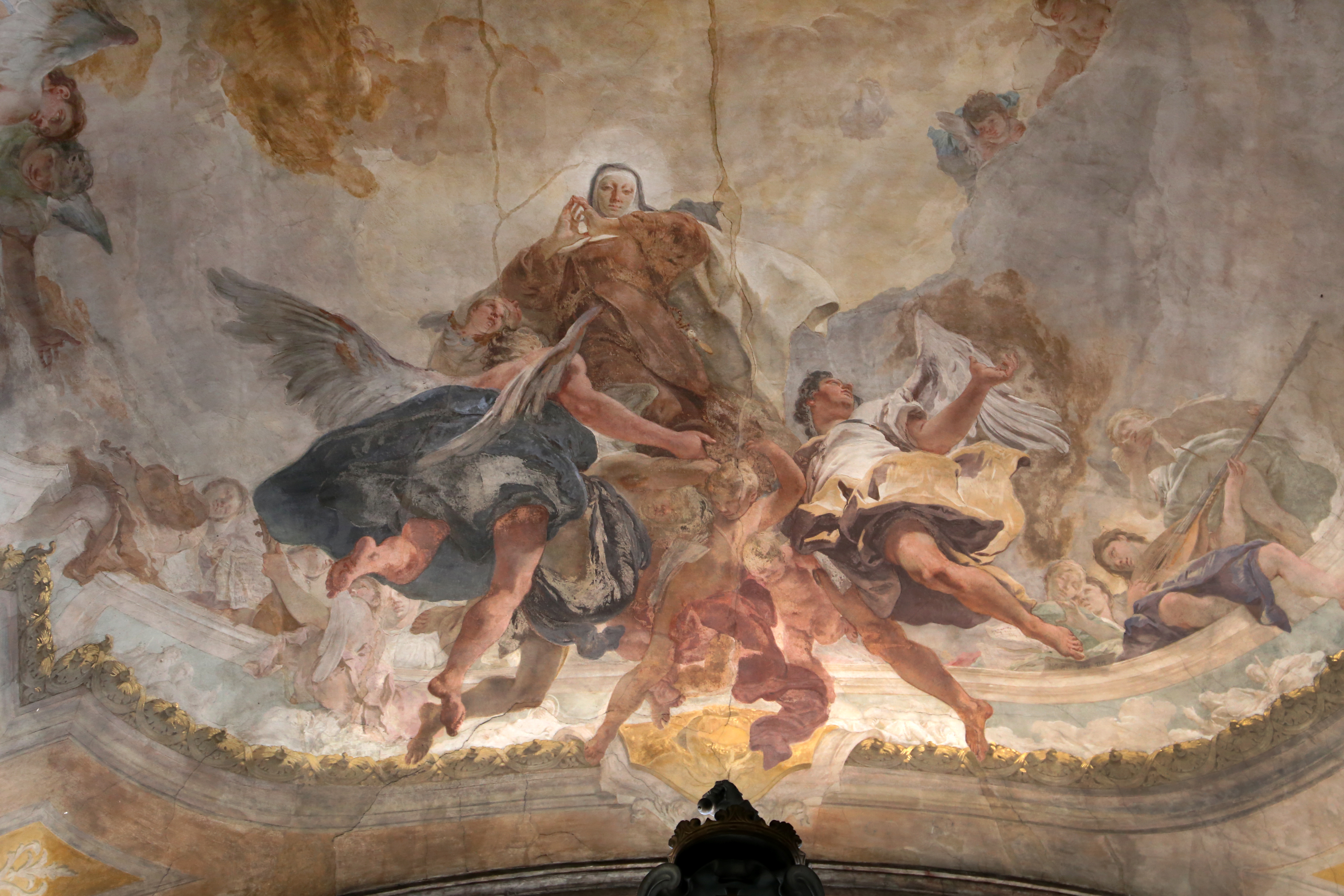
Дж. Б. Тьеполо. Апофеоз Святой Терезы. Деталь
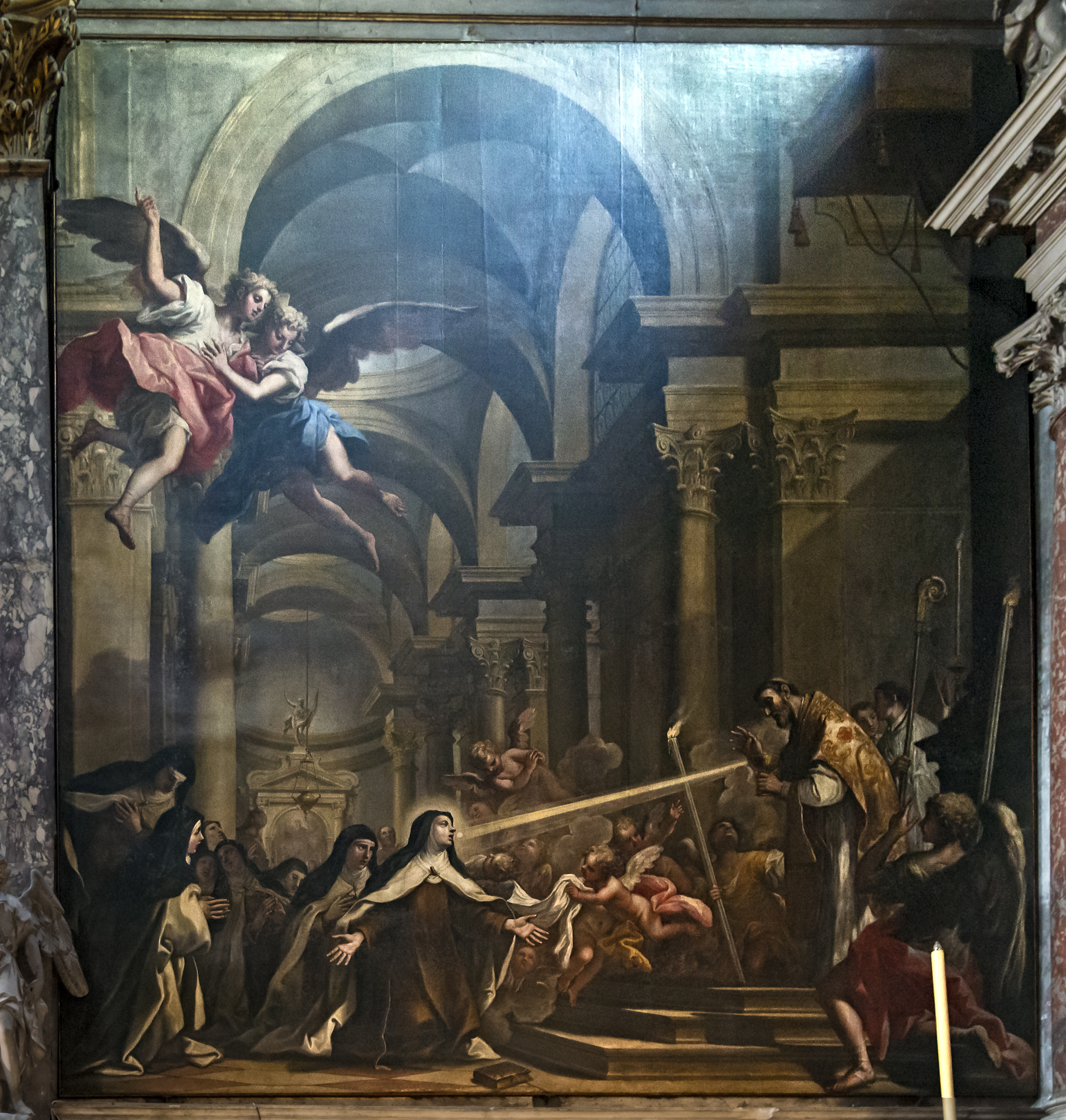
Н. Бамбини. Чудо Святой Терезы. Холст, масло Капелла Руццини